# Willem Pieter Cornelis Bos
Willem Pieter Cornelis (Wim) Bos (Rouveen, 10 mei 1897 - Bosch en Duin, 19 oktober 1961) was burgemeester van Winterswijk tijdens de Tweede Wereldoorlog en dierenarts.
Hij werd in Rouveen geboren als zoon van de onderwijzer Jacob Bos en Aaltje Berenschot. Wim Bos ging naar de Rijks-HBS in Winterswijk en studeerde van 1916-1922 aan Veeartsenijkundige Hoogeschool in Utrecht. Hij promoveerde in 1923, ondanks dat een van zijn opponenten, de chemicus prof. Sjollema, stelde dat het proefschrift beter "ongeschreven had kunnen blijven".

## Dierenarts
Eind 1923 vestigde Wim Bos zich als dierenarts in Winterswijk. Kort daarna solliciteert hij naar de functie van gouvernementsveearts in Nederlands-Indië, waarschijnlijk beïnvloed door de door hem zeer bewonderde neef Gerardus Johannes Berenschot, luitenant-generaal en commandant van het Nederlands-Indische leger. Hij zou hiervoor zijn afgewezen, omdat men zijn karakter niet geschikt achtte voor de omgang met de "inlandse bevolking". In 1924 trouwt hij met Jo Heersink, dochter van een kruidenier uit de buurtschap Miste.
Hij heeft vooral goed contact met kleine boeren en middenstanders, ook doordat hij het plaatselijk dialect sprak. In kringen van de plaatselijke elite in Winterswijk speelt Bos geen rol.
Tegen het eind van de jaren 30 is zijn veeartsenpraktijk erg groot geworden. Ook gaat hij zich steeds meer interesseren in de homeopathie.

## Politiek
Bos interesseerde zich steeds meer voor de gemeentelijke politiek. In 1931 wordt hij namens de Vrijzinnig Democraten (VD) in de gemeenteraad gekozen. Hij had grote belangstelling voor de agrarische wereld en het functioneren van het slachthuis. In 1933 stapte hij over van de VD naar de NSB en blijft zijn zetel in de gemeenteraad bezetten. Op 15 juni 1935 haalde hij met zijn net opgerichte partij Gemeentebelangen 19,6% van de stemmen bij de gemeenteraadsverkiezingen. De NSB deed toen aan de verkiezingen in Winterswijk niet mee. In 1939 nam hij afscheid van de gemeenteraad. De NSB kreeg daarna bij de gemeenteraadsverkiezingen nog maar de helft (9,8%) van de stemmen.
In de jaren '30 speelt Bos een steeds belangrijkere rol als adviseur van de Nationale Bond Landbouw en Maatschappij. Rondom Winterswijk propageerde hij deze organisatie bij veel kleine boeren. Door de inspanningen van Bos telde de afdeling Winterswijk in 1934 460 leden.
In 1936 werd hij lid van de Provinciale Staten van Gelderland, nadat zijn voorganger was opgestapt.

## Oorlogsjaren
Nadat Winterswijk door de Duitsers was binnengevallen, werd de functie van burgemeester Jan Kneppelhout in overleg met de Commissaris der koningin van 21 april 1941 - 17 maart 1942 waargenomen door advocaat J. Voorink. Op 13 mei 1941 werd Kneppelhout officieel ontslagen. Hij werd in 1942 als gijzelaar afgevoerd naar Kamp Sint-Michielsgestel maar enkele maanden later weer vrijgelaten.
Op 28 maart wordt Bos geïnstalleerd als nieuwe burgemeester. Na zijn aantreden stappen de wethouders op. Hij houdt een zeer felle rede, onder meer gericht tegen de voornamelijk niet nationaalsocialistische gemeenteambtenaren, de politie, onderwijzers en het met "Engelse ziekte" besmette deel van de boerenstand. De vrij aanzienlijke Joodse bevolking van Winterswijk wordt door hem niet genoemd. Bos stond niet bekend als Jodenhater. Er zijn diverse getuigenissen dat hij Joden heeft gewaarschuwd of geholpen. Desondanks schrijft Bos op 13 april 1943 aan de bezetter dat er van de in Winterswijk verblijvende Joden nog vijf personen over zijn.
Bos was niet blij met de terugkeer van Kneppelhout, die volgens hem veel invloed had op de ambtenaren en de politie. Hij gelastte Kneppelhout in 1943 Winterswijk te verlaten. Kneppelhout vestigde zich vervolgens in Laren (Gelderland), dat reeds op 1 april 1945 bevrijd werd.

## Na de oorlog
Net voor de bevrijding, op 31 maart 1945, vluchtte Willem Bos naar Drenthe. Voorink werd weer waarnemend burgemeester totdat Kneppelhout op 4 april 1945 weer werd geïnstalleerd in zijn oude functie.

Bos werd na enkele weken in Ruinen gearresteerd en in juni 1948 berecht. Hij kreeg 4 jaar en zes maanden maar eind 1948 werd hem gratie verleend en keerde hij terug naar Winterswijk. In 1949 verhuisde hij naar Bosch en Duin, waar hij een homeopathische praktijk opende. Hij overleed daar op 19 oktober 1961. Jo Heersink overleed in 1983.
- Biografisch Portaal: 39025230
- International Standard Name Identifier: 0000 0003 9588 8729
- Nederlandse Thesaurus van Auteursnamen: 074002104
- Virtual International Authority File: 290725617
- WorldCat: E39PBJkdkcCTGH6bHp8vqhfg8C